# Trîkopți, Korostîșiv
Trîkopți (în ucraineană Трикопці) este un sat în comuna Șahvorostivka din raionul Korostîșiv, regiunea Jîtomîr, Ucraina.

## Demografie
Componența lingvistică a localității Trîkopți
     Ucraineană (100%)
Conform recensământului din 2001, toată populația localității Trîkopți era vorbitoare de ucraineană (100%).